# Otěšín
Otěšín je malá vesnice, část města Nalžovské Hory v okrese Klatovy v Plzeňském kraji. Nachází se asi tři kilometry jižně od Nalžovských Hor. Část Otěšín leží v katastrálním území Miřenice o výměře 4,05 km², zatímco v katastrálním území Otěšín leží část Sedlečko. Podél severovýchodního okraje vesnice protéká Černíčský potok.

## Historie
První písemná zmínka o vesnici pochází z roku 1404.

## Obyvatelstvo
| Rok            | 1869 | 1880 | 1890 | 1900 | 1910 | 1921 | 1930 | 1950 | 1961 | 1970 | 1980 | 1991 | 2001 | 2011 | 2021 |
| -------------- | ---- | ---- | ---- | ---- | ---- | ---- | ---- | ---- | ---- | ---- | ---- | ---- | ---- | ---- | ---- |
| Počet obyvatel | 102  | 92   | 91   | 80   | 66   | 70   | 72   | 0    | 46   | 36   | 31   | 28   | 27   | 18   | 15   |
| Počet domů     | 14   | 13   | 13   | 13   | 12   | 13   | 14   | 0    | 0    | 11   | 10   | 12   | 13   | 12   | 12   |

## Obecní správa
Při sčítání lidu v letech 1850–1899 Otěšín byl osadou obce Miřenice v okrese Klatovy. V následujícím období byla osada úředně zrušena. V letech 1961–1975 byl znovu částí obce Miřenice v okrese Klatovy. Od 1. ledna 1976 je částí města Nalžovské Hory v okrese Klatovy.

## Galerie

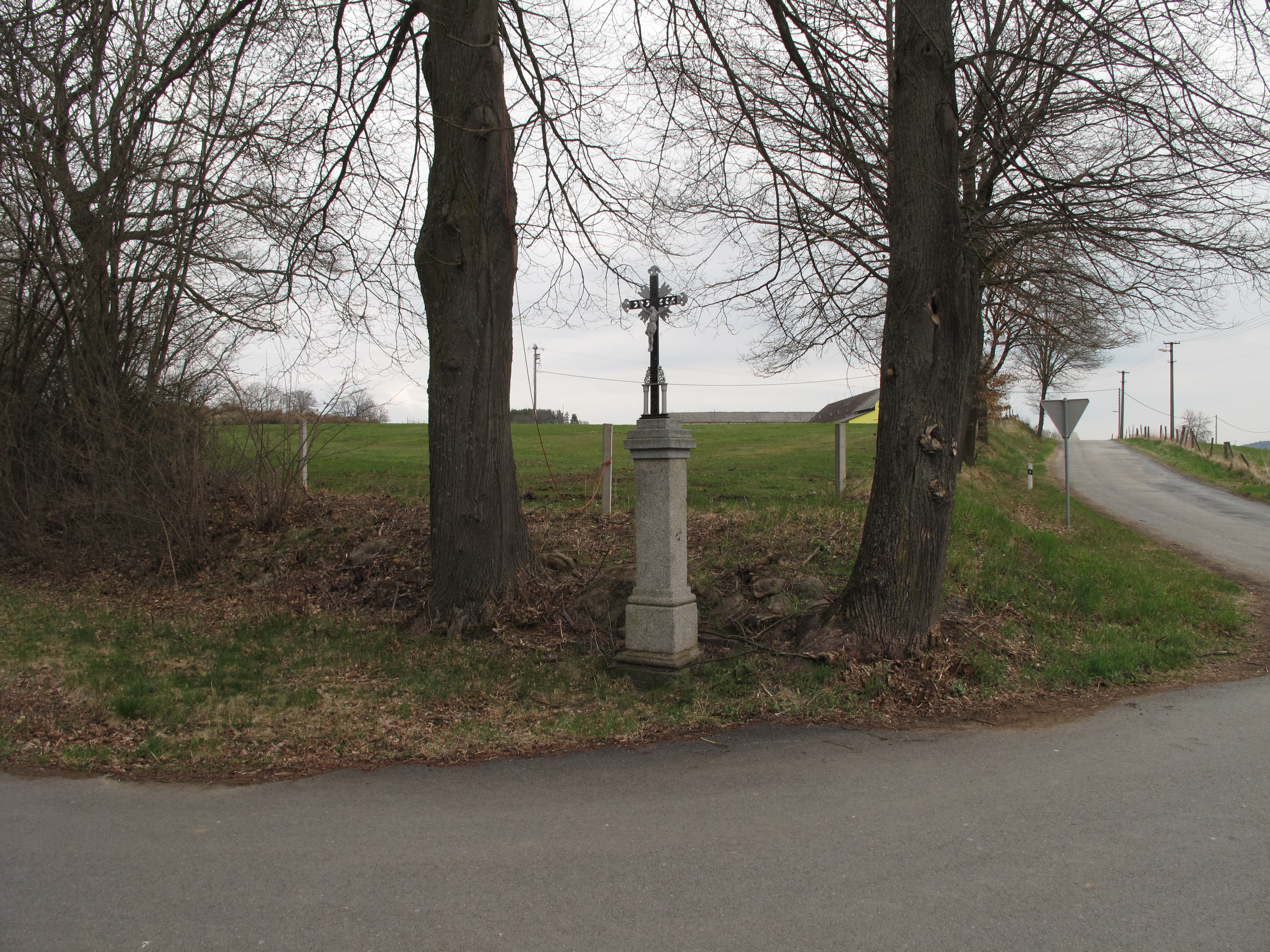
Křížek u cesty
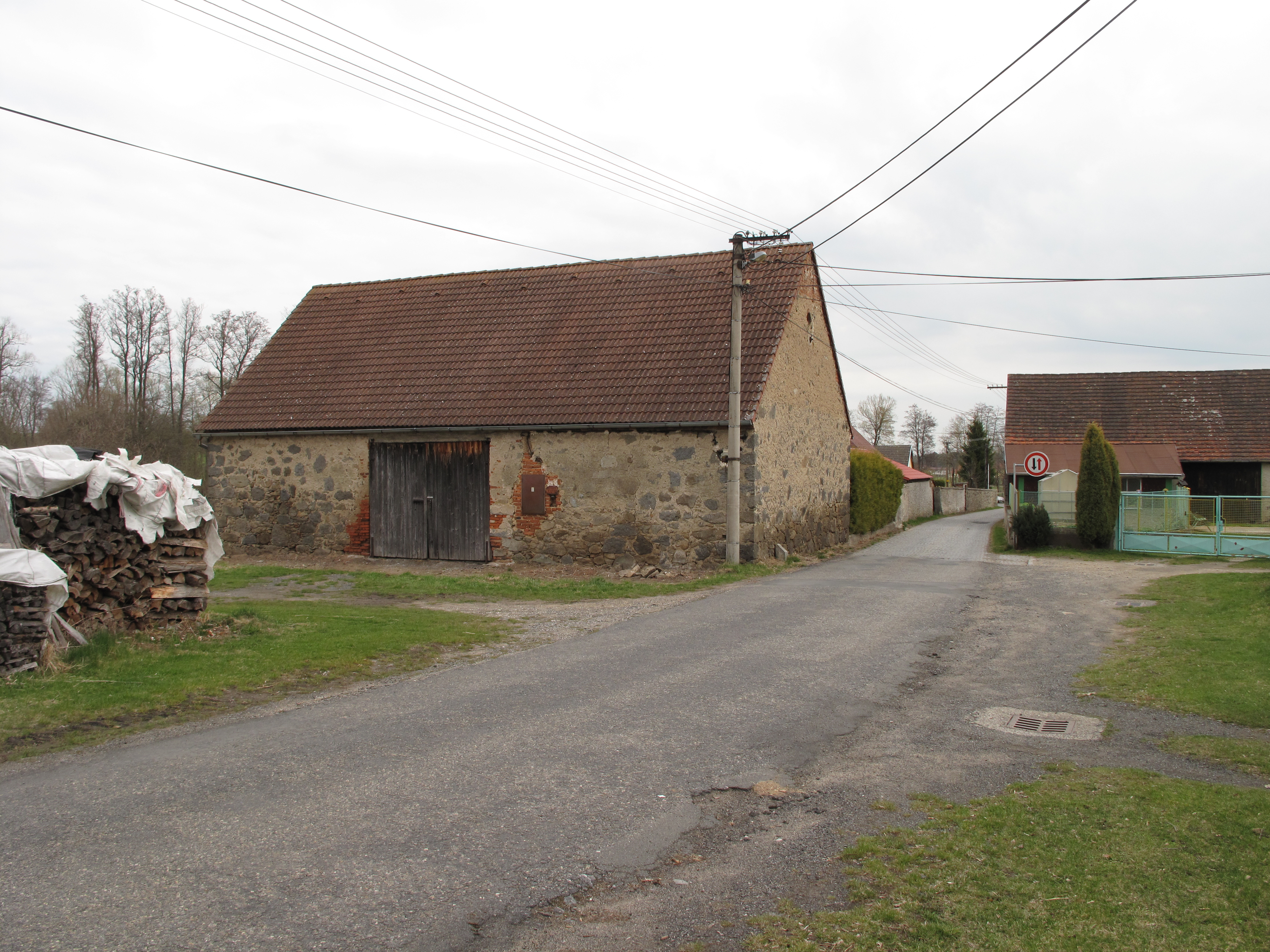
Stodola
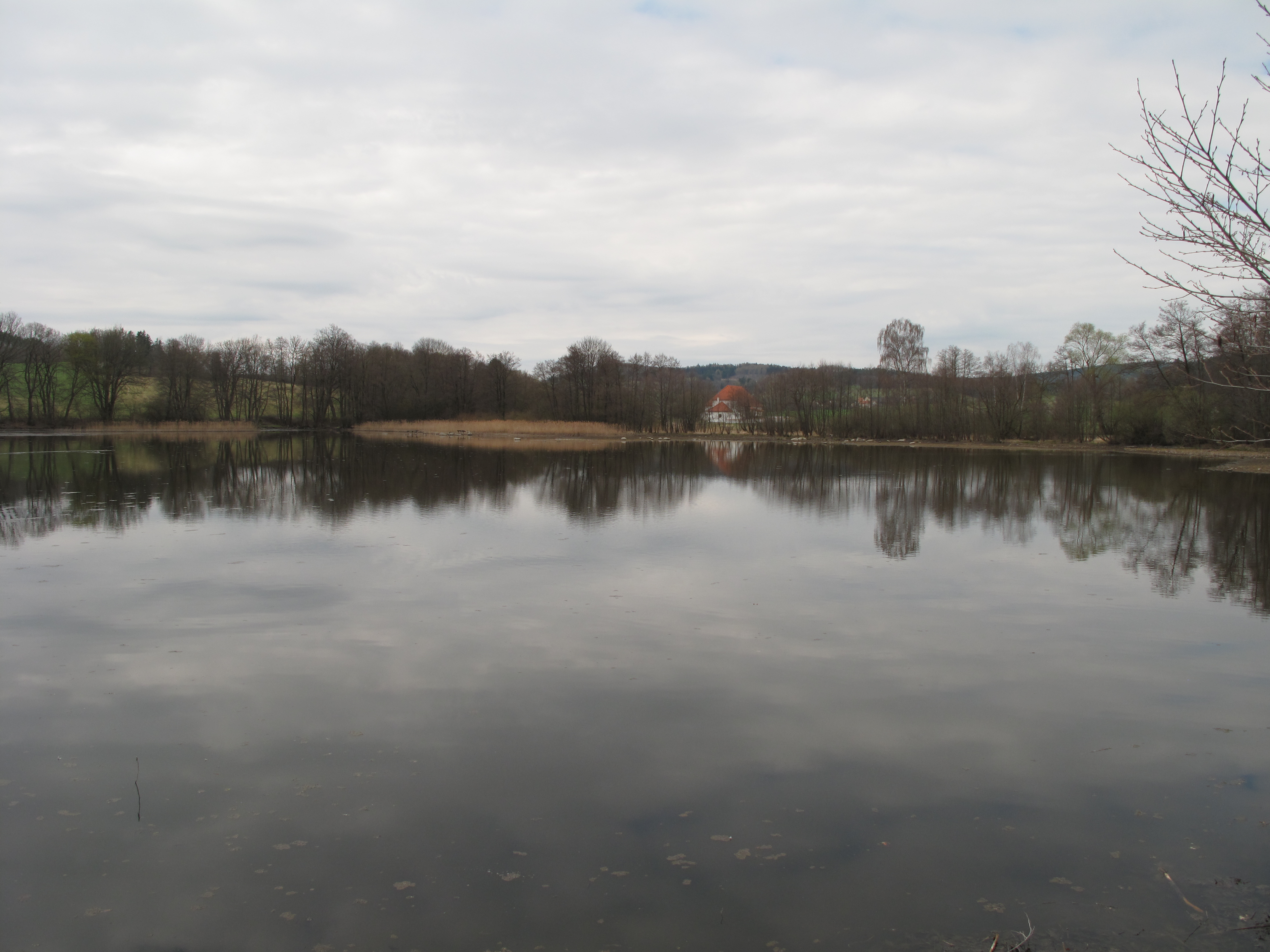
Rybník